# 우고우시지마역
우고우시지마역(일본어: 羽後牛島駅)은 일본 아키타현 아키타시에 위치한 동일본 여객철도 우에쓰 본선의 철도역이다. 섬식 승강장 1면 2선의 구조를 갖춘 지상역이다.

## 타는 곳
| 1 | ■ 우에쓰 본선 | 하행 | 아키타 방면            |
| 1 | ■ 우에쓰 본선 | 상행 | 우고혼조 · 사카타 방면 |

## 이용 현황
| 연도     | 1일 평균 | 연도     | 1일 평균 |
| 2000년도 | 877      | 2008년도 | 765      |
| 2001년도 | 856      | 2009년도 | 756      |
| 2002년도 | 812      | 2010년도 | 734      |
| 2003년도 | 767      | 2011년도 | 677      |
| 2004년도 | 763      | 2012년도 | 696      |
| 2005년도 | 791      | 2013년도 | 728      |
| 2006년도 | 788      | 2014년도 | 656      |
| 2007년도 | 784      |          |          |
| -------- | -------- | -------- | -------- |

## 역 주변
- 동일본 여객철도 아키타 차량 센터
- 아키타 은행 · 호쿠토 은행 우시지마 지점
- 국도 제13호선
- 아키타 마루고토 시장

## 인접 역
| 동일본 여객철도 우에쓰 본선 | 동일본 여객철도 우에쓰 본선 | 동일본 여객철도 우에쓰 본선 |
| --------------------------- | --------------------------- | --------------------------- |
| 아라야 니쓰 방면            | ■ 우에쓰 본선               | 아키타 아키타 방면          |